# Stölting Service Group
Stölting Service Group (Kod UCI: SSG) – niemiecka zawodowa grupa kolarska istniejąca w latach 2007–2016. W latach 2011–2015 znajdowała się w dywizji UCI Continental Teams, a w 2016 należała do UCI Professional Continental Teams.

## Nazwa grupy w poszczególnych latach
| lata      | nazwa                    |
| --------- | ------------------------ |
| 2011      | Test Team Raiko-Argon 18 |
| 2012      | Team Raiko-Stölting      |
| 2013–2015 | Team Stölting            |
| 2016      | Stölting Service Group   |

## Sezony

### 2016

#### Skład
| Skład drużyny 2016                            | Skład drużyny 2016 | Skład drużyny 2016 | Skład drużyny 2016       |
| Imię i nazwisko                               | Data urodzenia     | Państwo            | Poprzednia grupa         |
| --------------------------------------------- | ------------------ | ------------------ | ------------------------ |
| Michael Carbel Svendgaard                     | 7 lutego 1995      | Dania              |                          |
| Gerald Ciolek                                 | 19 września 1986   | Niemcy             | MTN-Qhubeka (2015)       |
| Linus Gerdemann                               | 16 września 1982   | Niemcy             | Cult Energy (2015)       |
| Rasmus Guldhammer                             | 9 marca 1989       | Dania              | Cult Energy (2015)       |
| Lasse Norman Leth                             | 11 lutego 1992     | Dania              | Cannondale-Garmin (2015) |
| Lennard Kämna                                 | 9 września 1996    | Niemcy             | RSC Cottbus (2014)       |
| Alexander Kamp                                | 14 grudnia 1993    | Dania              | ColoQuick (2015)         |
| Thomas Koep                                   | 15 września 1990   | Niemcy             |                          |
| Alex Kirsch                                   | 12 czerwca 1992    | Luksemburg         | Cult Energy (2015)       |
| Romain Lemarchand                             | 26 lipca 1987      | Francja            | Cult Energy (2015)       |
| Christian Mager                               | 8 kwietnia 1992    | Niemcy             | Cult Energy (2015)       |
| Mads Pedersen                                 | 18 grudnia 1995    | Dania              | Cult Energy (2015)       |
| Rasmus Quaade                                 | 7 stycznia 1990    | Dania              | Cult Energy (2015)       |
| Michael Reihs                                 | 25 kwietnia 1979   | Dania              | Cult Energy (2015)       |
| Sven Reutter                                  | 13 sierpnia 1996   | Niemcy             |                          |
| Jonas Tenbrock                                | 16 grudnia 1995    | Niemcy             |                          |
| Fabian Wegmann                                | 20 czerwca 1980    | Niemcy             | Cult Energy (2015)       |
| Moritz Backofen (1 sie–31 gru, stażysta)      | 21 marca 1995      | Niemcy             |                          |
| Alexander Weifenbach (1 sie–31 gru, stażysta) | 2 grudnia 1990     | Niemcy             |                          |
| Willi Willwohl (1 sie–31 gru, stażysta)       | 31 sierpnia 1994   | Niemcy             |                          |
|                                               |                    |                    |                          |
| Źródła: ProCyclingStats Cycling Archives      |                    |                    |                          |

Przypis: Michael Carbel Svendgaard

#### Zwycięstwa
| Zwycięstwa | Zwycięstwa                            | Zwycięstwa | Zwycięstwa | Zwycięstwa         | Zwycięstwa |
| Data       | Wyścig                                | Państwo    | Kategoria  | Zwycięzca          |            |
| ---------- | ------------------------------------- | ---------- | ---------- | ------------------ | ---------- |
| 20 maj     | Tour of Norway, 3. etap               | Norwegia   | 2.HC       | Mads Pedersen      |            |
| 28 maj     | Mistrzostwa Danii U23 – start wspólny | Dania      | CN         | Mads Würtz Schmidt |            |
| 12 cze     | GP Horsens                            | Dania      | 1.2        | Alexander Kamp     |            |
| 26 cze     | Mistrzostwa Danii – start wspólny     | Dania      | CN         | Alexander Kamp     |            |